# Tame Impala
Tame Impala este un proiect muzical australian de muzică psihedelică lansat de multi-instrumentalistul Kevin Parker în anul 2007.